# Fontaine Vaillancourt

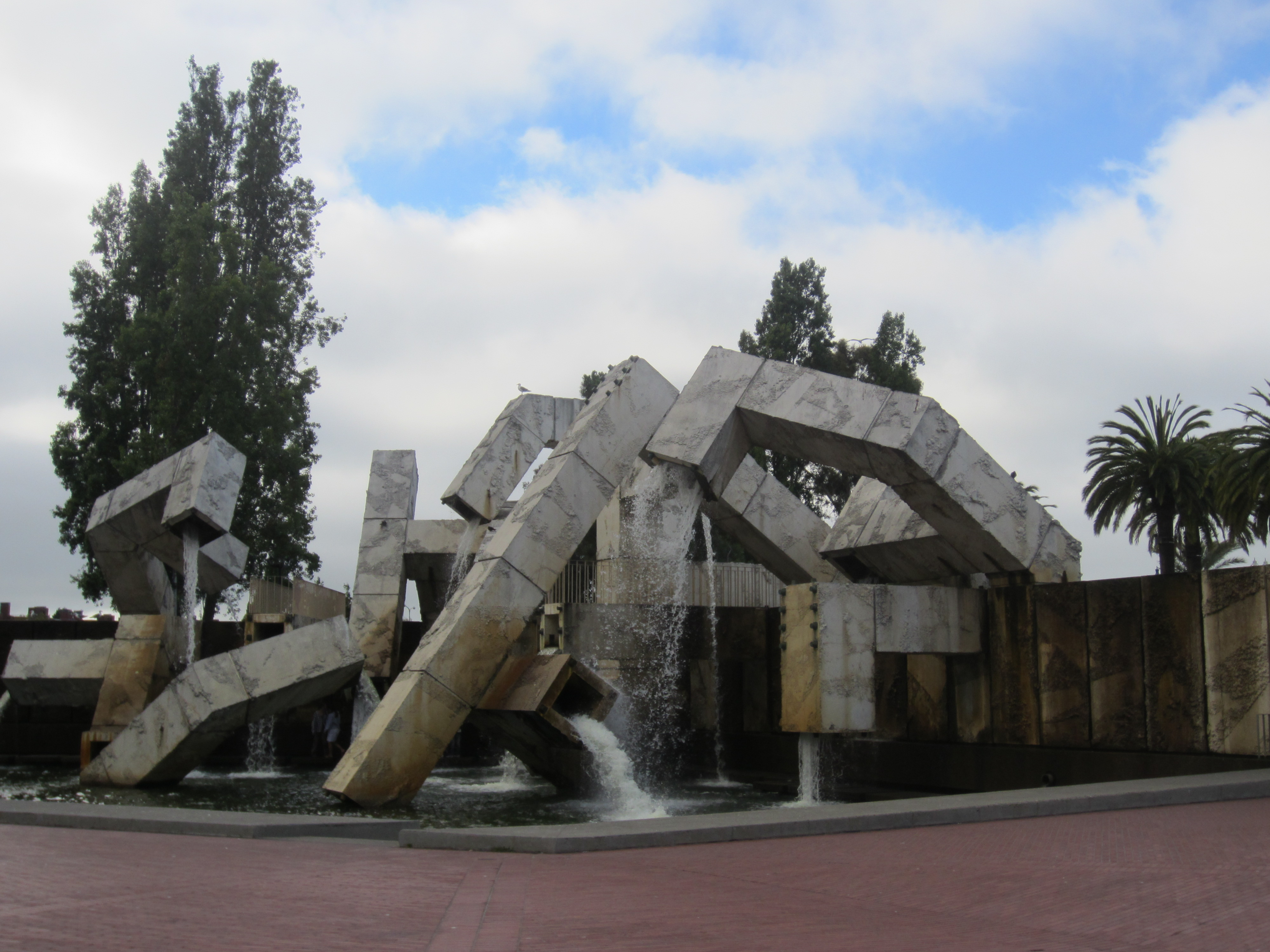
La Fontaine Vaillancourt en 2013.

La sculpture Québec libre, plus connue sous le nom de Fontaine Vaillancourt est une œuvre monumentale d'Armand Vaillancourt réalisée en 1971 à San Francisco

## Création
Cette œuvre représente bien le lien qu'effectue Vaillancourt entre ses convictions politiques et sociales et ses œuvres. Il s'agit en fait d'une énorme fontaine de béton, de 61 mètres de long, 43 mètres de large et 11 mètres de haut installée à l'Embarcadero plaza, en plein cœur du quartier financier de la ville.
La nuit précédant son inauguration, Vaillancourt y inscrivit un retentissant Québec libre! en lettres rouges, signifiant son appui indéfectible à la liberté du peuple québécois et plus largement, son appui à l'émancipation de tous les peuples. Voyant, le lendemain, que les employés de la ville avaient effacé l'inscription, il sauta sur la sculpture et y réinscrivit plusieurs fois la phrase.

## Polémique
Cette œuvre fut l'objet, quelques années plus tard, d'une polémique très médiatisée. En effet, lors d'un concert gratuit de U2, Bono, le chanteur du groupe, présenté à même la sculpture[pas clair], monta au haut de l'œuvre et y inscrivit Rock & Roll stops the trafic, en référence à la puissance du rock. 20 000 personnes assistaient en effet au spectacle et bloquaient une partie des rues avoisinantes.
Réagissant à cet acte, la mairesse de la ville déclara qu'elle déplorait la vandalisme de l'œuvre et que ce genre de délit était punissable d'une amende et/ou d'emprisonnement. Vaillancourt fut par la suite contacté pour lui demander s'il appuyait le geste, ce qu'il fit immédiatement en se rendant le lendemain au concert de U2 au colisée d'Oakland, où il écrivit Stop the madness' en direct sur la scène, devant 70 000 spectateurs. Il défendit le geste de Bono, après un discours critique sur les injustices de plusieurs peuples, en déclarant « Les graffitis sont un mal nécessaire. Les jeunes n'ont pas accès aux premières pages des journaux comme les politiciens. »